# Black No.1 (Little Miss Scare-All)
Black No.1 (Little Miss Scare-All) è il primo singolo del gruppo statunitense Type O Negative.
Il testo della canzone parla di una relazione con una ragazza "goth". Nel testo viene fatto riferimento anche ad Halloween, Nosferatu e Lily Munster.

## Video musicale
È stato girato un video musicale per la canzone utilizzando la versione radio (che dura 4 minuti e 38 secondi, contro gli oltre 11 minuti della versione originale). Il video è filmato in bianco e nero, ad eccezione degli occhi di Peter Steele che in un primo piano appaiono verdi. Il video si svolge in una sala da concerto di gusto spiccatamente tradizionale, dove si possono vedere persone ballare ed il gruppo che suona la controparte classica dei loro strumenti. Da notare Steele che grazie alla sua stazza imponente (infatti era alto 2.03m) suona un contrabbasso come se fosse un basso elettrico.

## Tracce
1. Black No.1 (Little Miss Scare-All) - 4:38
2. Christian Woman - 4:24
3. Summer Breeze (Cover di Seals and Crofts) - 4:29
4. We Hate Everyone - 6:52

## Crediti
- Peter Steele - voce e basso
- Josh Silver - tastiere, sintetizzatore, effetti e voce
- Kenny Hickey - chitarra e voce
- Sal Abruscato - batteria

## Cover
Della canzone è stata eseguita una cover durante il concerto del Roadrunner United, pubblicata sul doppio DVD Roadrunner United: The Concert uscito nel 2008. La line-up era composta da Ville Valo alla voce, Andreas Kisser alla chitarra solista, Dino Cazares alla chitarra ritmica, Joey Jordison al basso, Rob Caggiano alle tastiere e Nadja Peulen al basso.